# Hàng không năm 1941
Đây là danh sách các sự kiện hàng không nổi bật xảy ra trong năm 1941:

## Các sự kiện
- Jackie Cochran trở thành người phụ nữ đầu tiên lái một chiếc máy bay ném bom bay qua Đại Tây Dương.

### Tháng 1
- Regia Aeronautica (Không quân Hoàng gia Ý) rút toàn bộ số máy bay ném bom và máy bay tiêm kích hai tầng cánh khỏi lực lượng Corpo Aereo Italiano đang đóng tại Bỉ tham gia tấn công Vương quốc Anh - chỉ để lại máy bay tiêm kích cánh đơn Fiat G.50.
- Hải quân Đế quốc Nhật Bản thành lập không hạm đội đầu tiên, Không hạm đội 11.[1]
- 7 tháng 1 - Adolf Hitler ra lệnh các máy bay ném bom Focke-Wulf Fw 200 bắt đầu yểm trợ cho các cuộc tấn công của các tàu ngầm U-boat trên Đại Tây Dương.[2]
- January 20 - Không quân Brasil được thành lập sau khi hợp nhất lực lượng không quân của Lục quân Brasil và Hải quân Brasil.[3]

### Tháng 2
- 8 tháng 2 - Một phi đội Junkers Ju 52 được sử dụng để lập cầu hàng không vận chuyển các đơn vị của Đức đến Bắc Phi.
- 10 tháng 2 - Vương quốc Anh sử dụng lính dù lần đầu tiên trong một cuộc tấn công ở Tragino
- 26 tháng 2 - Hãng hàng không Philippine Airlines được thành lập vào 26 tháng 2, 1941, là hãng hàng không được thành lập sớm ở châu Á và vận chuyển hàng hóa đầu tiên ở Châu lục này, hiện nay hãng vẫn dùng tên gọi này để hoạt động.

### Tháng 3
- 1 tháng 3 - Phi đội máy bay chiến đấu đầu tiên của New Zealand, Phi đội số 485 RAF được thành lập.
- 11 tháng 3 - Quốc hội Hoa Kỳ thông qua kế hoạch Lend-Lease (Vay-Thuê), quyết định cho Vương quốc Anh mượn 16.000 máy bay chiến đấu. Sau đó kế hoạch này cũng được áp dụng cho các nước thuộc khối Đồng minh.

### Tháng 4
- 15 tháng 4 - Công ty CAMCO ký một thỏa thuận với chính phủ Trung Hoa Dân Quốc, để trang bị và quản lý Nhóm tình nguyện Hoa Kỳ ở Trung Quốc.
- 16 tháng 4 - London bị tổn thất nặng nề trong các cuộc tấn công và ném bom, gần 900 tấn thuốc nổ mạnh đã được ném xuống thành phố.

### Tháng 5
- 6 tháng 5 - Igor Sikorsky lập một kỷ lục về thời gian bay trên một chiếc trực thăng trong 1 giờ 32 phút, trên một chiếc Sikorsky VS-300.
- 10 tháng 5 - Rudolf Hess nhảy dù xuống Scotland để thử đàm phán về một liên minh với Anh nhằm chống lại Liên Xô
- 20 tháng 5 - Một cuộc tấn công với số lượng lớn lính dù của Luftwaffe (không quân Đức), với 22.750 lính nhảy dù xuống Crete trong Cuộc hành quân Merkur. Quân Đức đã chịu những tổn thất nặng nề, và Không quân Đức không thực hiện các cuộc hành quân như vậy trong chiến tranh nữa.
- 26 tháng 5 - Các máy bay thuộc Không quân Hoàng gia Anh và Không quân của Hải quân Hoàng gia đã tìm thấy và đánh chìm tàu chiến Bismarck của Đức.
- 29 tháng 5 - Quân đoàn Không quân Quân đội Hoa Kỳ thành lập Bộ tư lệnh chuyên chở các máy bay mới sản xuất bằng phà xuyên qua Đại Tây Dương đến Anh.

### Tháng 6
- 8 tháng 6 - 8 tháng 7 - Anh xâm lược Syria - các cuộc không chiến giữa máy bay của Anh và chính phủ Vichy đã nổ ra sau đó.
- 20 tháng 6 - Quân đoàn Không quân Quân đội Hoa Kỳ (USAAC) đổi tên thành Không quân Quân đội Hoa Kỳ (USAAF) và quyền chỉ huy là tướng Henry Arnold.
- 22 tháng 6 - Đức xâm lược Liên Xô (Kế hoạch Barbarossa). 1.200 máy bay Xô Viết đã bị phá hủy trong ngày đầu tiên của chiến tranh.

### Tháng 7
- 18 tháng 7 - Máy bay đầu tiên của Không quân Hoàng gia Anh được trang bị radar.
- 28 tháng 7 - Chính phủ Vichy đồng ý cho Đức chế tạo máy bay tại Pháp.
- 31 tháng 7 - Một chiếc DC-4 đã chở 40 người Mỹ đến Oakland, California từ Sân bay Nielson ở Thành phố Makati (Manila) và dừng lại ở Guam, Đảo Wake, Đảo san hô vòng Johnston và Honolulu, Hawaii, được thực hiện bởi hãng hàng không đầu tiên của châu Á, Philippine Airlines, đây cũng là hãng hàng không châu Á đầu tiên bay xuyên qua Thái Bình Dương. Vào tháng 12 cùng năm, hãng này bắt đầu các chuyến bay thương mại thường xuyên.

### Tháng 8
- 1 tháng 8 - Liên Xô thực hiện cuộc tấn công đầu tiên sử dụng máy bay ký sinh tấn công vào Constanţa, với các máy bay Polikarpov I-16 được mang trên các máy bay tấn công Tupolev TB-3.
- 1 tháng 8 - Hoa Kỳ cấm vận các hoạt động buôn bán hàng không với Nhật Bản.

### Tháng 9
- 23 tháng 9 - Hans-Ulrich Rudel một mình đánh chìm một chiến hạm của Liên Xô (Marat), anh ta sử dụng một chiếc Junkers Ju 87.

### Tháng 10
- 2 tháng 10 - Heini Dittmar lập một kỷ lục về tốc độ, khi đạt 1.004 km/h (624 mph) trên một chiếc Messerschmitt Me 163A. Kỷ lục này không được công bố vì chuyến bay (và chương trình Me 163) được giữ bí mật.

### Tháng 11
- 12 tháng 11 - Tàu sân bay HMS Ark Royal bị đánh chìm bởi tàu ngầm của Đức.

### Tháng 12
- 7 tháng 12 - Hải quân Đế quốc Nhật Bản thực hiện một cuộc tấn công bất ngờ thành công vào hạm đội của Hải quân Hoa Kỳ tại Trân Châu Cảng. 6 tàu sân bay được sử dụng với gần 400 máy bay, họ đã phá hủy gần hết hạm đội Thái Bình Dương hùng mạnh. Hoa Kỳ tuyên bố chiến tranh với Nhật Bản.
- 18 tháng 12 - Trung úy Buzz Wagner trở thành phi công "át" đầu tiên trong chiến tranh.
- 22 tháng 12 - Một chiếc máy bay được trang bị radar, chiếc Fairey Firefly đã đánh chìm một tàu ngầm Đức, chiếc (U-451) vào ban đêm.

## Chuyến bay đầu tiên
- Arado Ar 232[4]
- Mùa xuân 1941– Nakajima B6N Tenzan ("Thiên Sơn"), tên mã của Đồng Minh "Jill"[5]

### Tháng 1
- Kawanishi H8K, tên mã của Đồng Minh "Emily"[6]
- Junkers Ju 288
- 9 tháng 1 - Avro Lancaster mẫu thử nghiệm BT308 (cùng thời gian với một chiếc Avro Manchester Mk III)

### Tháng 2
- 2 tháng 2 – Curtiss XP-46A[7]
- 18 tháng 2 – Grumman XP-50[8]
- 19 tháng 2 – Airspeed Cambridge T2449
- 25 tháng 2 - Messerschmitt Me 321

### Tháng 3
- Kawasaki Ki-60[9]

### Tháng 4
- 2 tháng 4 - Heinkel He 280
- 10 tháng 4 – Nakajima G5N Shinzan ("Thâm Sơn"), tên mã của Đồng Minh "Liz"[10]

### Tháng 5
- Kawasaki Ki-45 KAI Toryu ("Đồ Long"), tên mã của Đồng Minh "Nick"[11]
- Kokusai Ki-76, tên mã của Đồng Minh "Stella"[12]
- Nakajima J1N Gekko ("Nguyệt Quang"), tên mã của Đồng Minh "Irving"[13]
- 6 tháng 5 – Republic XP-47B, nguyên mẫu của P-47 Thunderbolt[14]
- 14 tháng 5 – Grumman XP-50
- 15 tháng 5 - Gloster E.28/39, máy bay phản lực đầu tiên của Anh
- 26 tháng 5 – Kayaba Ka-1[15]

### Tháng 8
- 1 tháng 8 - Grumman TBF Avenger

### Tháng 9
- 18 tháng 9 – Curtiss XP-60[16]

### Tháng 12
- Kawasaki Ki-61 Hien ("Phi yến"), tên mã của Đồng Minh "Tony"[17]
- 5 tháng 12 – Kawanishi E15K Shiun ("Tử Vân"), tên mã của Đồng Minh "Norm"[18]
- 8 tháng 12 – Nakajima A6M2-N, tên mã của Đồng Minh "Rufe"[19]
- December 22 – nguyên mẫu của Fairey Firefly Z1826
- December 22 – Vought XTBU-1, nguyên mẫu của Consolidated TBY Sea Wolf[20]

## Bắt đầu hoạt động
Tháng 2
- P-39 Airacobra trong nhóm truy kích số 31 (các phi đội truy kích 39, 40, và 41, Không quân Hoa Kỳ)

Tháng 11
- de Havilland Mosquito trong Phi đội số 105 RAF

Tháng 12
- Avro Lancaster trong Phi đội số 44 (Rhodesia) RAF